# Love Comes In Spurts
Love Comes In Spurts (с англ. — «Любовь приходит рывками») — песня, написанная американским панк-музыкантом Ричардом Хэллом и официально изданная в составе группы «Richard Hell & The Voidoids» в 1977 году. Изначально была написана Хэллом в 1975 году для его группы «The Heartbreakers» в другой аранжировке. Впоследствии аранжировка была изменена. Также существует иная версия песни, записанной Хэллом в группе «The Neon Boys» в 1973 году. Авторство музыки и текста принадлежало Ричарду Хэллу и Тому Верлену, однако, впоследствии, была полностью переписана Хэллом.
Журнал «Rolling Stone» называл песню «анти-любовной» и «анти-романтической», а Марк Дэмин называл песню Хэлла «попыткой подтверждения (валидации) своих отношений», а сама песня, по его мнению, выдаёт в Хэлле «разочарованного романтика». Сама песня стала одной из самых узнаваемых песен «The Voidoids», а сборник архивных записей «Spurts: The Richard Hell Story» был назван в честь данной песни.

## Версии песни

### ВерсияNeon BoysиTelevision
Первоначальная вариант песни был написан Хэллом в соавторстве с Верленом и сильно отличался как музыкально, так и в плане лирики. В плане музыки песня представляет собой лёгкий гаражный рок, а в тексте песни преобладает романтика, не свойственная переписанному варианту 1975 года.

Я стоял и смотрел ей в лицо, и ничего не предвидел,

А потом она улыбнулась, и этот взгляд лизнул меня, словно язык,

Ведь любовь приходит рывками, конечно,

Хоть иногда и становится больнее,

Ты влюбляешься в эти рывки. 
Оригинальный текст (англ.)I stood and stared at her face and nothin seemed to come

And then she smiled and that look just licked me like a tongue

Because love comes in spurts for sure

Though sometimes it hurts far more

You just get love in spurts

Также песня исполнялась Хэллом в группе «Television» до начала 1975 года, после чего он покинул коллектив.

### ВерсииThe HeartbreakersиThe Voidoids
В 1975 году Хэлл полностью переписал текст песни и изменил аранжировку. Новая версия песни впервые была исполнена Хэллом в составе его новой группы «The Heartbreakers». Существуют демо-записи песни в исполнении «Heartbreakers» 1975 и 1976 года. Демо-записи «The Heartbreakers» включены в сборники Хэлла «Time» и «Spurts: The Richard Hell Story», а концертные записи включены в концертные альбомы «Heartbreakers» 1991 года «What Goes Around» и «Live At Mothers».
Текст песни частично имеет иронично-хулиганский оттенок, практически безо всякой романтики, присутствующей в песне Neon Boys:

Я был ребёнком,

Я так хотел безумной любви.

Хоть и был скованным, как замедленная съёмка,

Но преданно жаждал её, малыш.

Сходил с ума от желания,

У меня было совершенно другое представление о ней,

Мне было четырнадцать с половиной,

И это не было смешно.

Любовь приходит рывками (О, нет, это больно!)
Оригинальный текст (англ.)I was a child

Who wanted a love so wild.

Though tight as slow motion

But craved with devotion, baby.

Insane with devotion,

Just a whole other notion,

I was fourteen and a half
And it wasn’t no laugh.

Love comes in spurts (Oh no, it hurts!)

После ухода Хэлла группа «Heartbreakers» не исполняла его песню. Однако аранжировка песни вошла в основу сингла «One Track Mind» 1977 года. Авторство песни приписывается Джерри Нолану и Уолтеру Луру.
В 1976 году, уже в составе своей группы «The Voidoids», Хэлл придумывает для песни новую аранжировку: в результате, тональность и аккорды в куплетах были изменены.
В 1977 году песня вышла одним синглом вместе с песней «Blank Generation» в США и Великобритании одновременно.

## В записи участвовали
Версия Richard Hell & The Voidoids (1977)
- Ричард Хэлл — вокал, бас-гитара
- Айван Джулиан — ритм-гитара, бэк-вокал
- Роберт Куин — соло-гитара, бэк-вокал
- Марк Бэлл — ударные

Версия The Heartbreakers (1975)
- Ричард Хэлл — вокал, бас-гитара
- Джонни Сандерс — соло-гитара, бэк-вокал
- Уолтер Лур — ритм-гитара, бэк-вокал
- Джерри Нолан — ударные

Версия Neon Boys (1973)
- Ричард Хэлл — вокал, бас-гитара
- Том Верлен — гитара, бэк-вокал
- Билли Фикка — ударные

## Кавер-версии
- Элвис Костелло и The Attractions — «Love Comes In Spurts» (live) (1977)[7]
- Blondie — «Love Comes In Spurts» (live) (2002)[8]
- Osaka Popstar — «Love Comes In Spurts» (2006)
- Nouvelle Vague — «Love Comes In Spurts» (2016)[9]